# Ларино (Рыбновский район)
Ларино — деревня в Рыбновском районе Рязанской области. Входит в Баграмовское сельское поселение.

## География
Находится в западной части Рязанской области на расстоянии приблизительно 6 км на юго-запад по прямой от железнодорожного вокзала в городе Рыбное.

## История
Известна была с XV века как владение дворян Баграмовых, иногда учитывалась как Баграмово. Показана была на карте 1797 года. На карте 1850 года показана как поселение с 22 дворами. В 1859 году здесь (тогда деревня Рязанского уезда Рязанской губернии) было учтено 16 дворов, в 1897 — 35.

## Население
Численность населения: 162 человека (1859 год), 223 (1897), 60 в 2002 году (русские 93 %), 47 в 2010.